# Hindenburg-Pokal

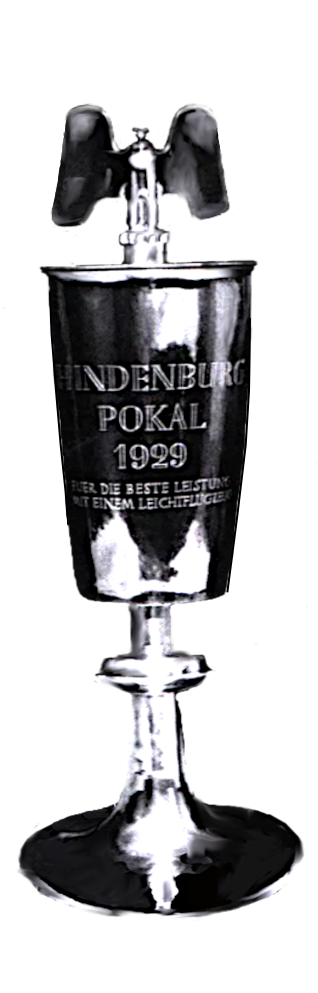
Hindenburg-Pokal 1929 – FUER DIE BESTE LEISTUNG MIT EINEM LEICHTFLUGZEUG

Der Hindenburg-Pokal war ab 1928 die höchste Anerkennung fliegerischer Leistung im Motorflug und ab 1930 zusätzlich auch im Segelflug. Er wurde vom Reichspräsidenten und Generalfeldmarschall Paul von Hindenburg „für die beste Jahresleistung“ gestiftet. Vorschläge für die Auszeichnung wurden 1928 bis 1932 vom Ring der Flieger e.V. und vom Deutschen Luftsportverband gemeinsam erarbeitet. Es handelte sich bei dem Pokal um einen Nachfolger für den Kaiser-Preis der früheren Prinz-Heinrich-Flüge, wobei dieser allerdings an den Sieger in einem definierten Wettbewerb ging.
Gewinner des Hindenburg-Pokals waren:
- 1928 Friedrich Karl von Koenig-Warthausen (Motorflug) für seinen Flug Berlin–Moskau–Teheran mit Daimler L 20 B
- 1929 Wolf Hirth (Motorflug) für verschiedene Europa-Flüge und seinen Island-Flug
- 1930 Heinrich Schlerf (Motorflug) für ehrenamtliche Ausbildungstätigkeit
- 1930 Robert Kronfeld (Segelflug) für seine Leistungen beim 10. Rhön-Wettbewerb
- 1931 August Lauw (Motorflug) für seinen Flug Wilhelmshaven–Alexandria
- 1931 Günther Groenhoff (Segelflug) für seine Erfolge mit DFS Fafnir
- 1932 Elly Beinhorn (Motorflug) für ihre Flugleistungen 1931 und 1932 mit Klemm Kl 26
- 1932 Wolf Hirth (Segelflug) für seine Leistungen und Forschung im Thermikflug
- 1933 Karl Schwabe (Motorflug) für seinen Flug Böblingen–Kapstadt
- 1933 Peter Riedel (Segelflug) für seine „fliegerische Großleistung“ und Beobachtungen der thermischen Aufwinde
- 1934 wurde kein Pokal für Motorflug vergeben
- 1934 Heini Dittmar (Segelflug) für zwei internationale Rekorde und besondere Streckenleistung

## Adolf-Hitler-Preis
Nach dem Tode Hindenburgs (1934) wurde der Hindenburg-Pokal durch den Adolf-Hitler-Preis abgelöst. Die ersten Träger dieses Preises waren:
- 1935 Ludwig Hofmann (Segelflug) für seinen Weltrekord im Streckenflug und den Gesamtsieg beim 15. Rhön-Wettbewerb
- 1938 Horst Pulkowski und Rudolf Jenett (Motorflug) für ihren Weltrekord im Langstreckenflug als Nonstop-Flug zwischen den Städten Bengasi (Libyen) und Gaya (Indien) mit einer Strecke von 6303 km. Horst Pulkowski verunglückte auf dem Rückflug tödlich.[1]
- 1938 Otto Braeutigam und Ziller (Segelflug) für Höhen- und Streckenflugrekorde[1]